# رفيق الدين أحمد
رفيق الدين أحمد ((بالبنغالية: রফিক উদ্দীন আহমেদ)‏) (30 تشرين الأول / أكتوبر 1926 - 21 شباط / فبراير 1952) كان أحد المتظاهرين الذين قتلوا خلال حركة اللغة البنغالية التي وقعت في باكستان الشرقية (حاليا بنغلاديش) في عام 1952. ويعتبر شهيدا في بنغلاديش.

## النشأة
ولد رفيق الدين أحمد في 30 تشرين الأول / أكتوبر عام 1926 في قرية باريل (التي سميت فيما بعد باسم رفيق نجار) سينجاير، التابعة لناحية مانيكانغ، شرق البنغال، الراج البريطاني. اجتاز شهادة الثانوية العامة من مدرسة بايرا في عام 1949. درس المستوى المتوسط في كلية ديبندرا ولكنه ترك الدراسة قبل الانتهاء منها. انتقل إلى دكا وبدأ العمل في مطبعة يملكها والده.

## حركة اللغة البنغالية
نشط رفيق الدين في الاحتجاجات الطلابية المطالبة بجعل اللغة البنغالية اللغة الوطنية لباكستان في 21 شباط / فبراير 1952 على الرغم من حظر التجمعات في المادة 144 في جامعة دكا. عندما فتحت الشرطة النار على مظاهرة أمام مبنى كلية الطب في دكا أصيب رفيق الدين برصاصة في رأسه وتوفي على الفور. ودفن في مقبرة أزيمبور تحت حراسة الجيش الباكستاني. إلا أن قبره ضاع ولم يمكن تحديده في وقت لاحق.

## التكريم
حصل على جائزة إيكوشي باداك (Ekushey Padak) بعد وفاته في عام 2000 لتضحياته. تمت إعادة تسمية قريته من باريل إلى (رفيق نجار) وأنشأت مكتبة باسم باشا شهيد رفيق الدين أحمد، وتم إنشاء متحف تذكاري في قريته في فبراير 2010. مكتبة الشهيد رفيق سمريتي باثاغار هي مكتبة في مانيجانج سميت باسمه، وقد تأسست في عام 2004. "Chander Moto Chandro Bindu" هي مسرحية تقوم على أساس مذكراته.

## وصلات خارجية
- سيرة ذاتية قصيرة في الموقع الرسمي لرئيس الوزراء، حكومة بنغلاديش.